# Étienne Balibar
Étienne Balibar (ur. 23 kwietnia 1942 w Avallon) – francuski filozof, marksista. Do roku 2002 profesor filozofii politycznej i moralnej na Uniwersytecie Paris X w Nanterre, aktualnie wykłada na Uniwersytecie Kalifornijskim w Irvine. Ojciec aktorki Jeanne Balibar.

## Życiorys
Studiował filozofię w paryskiej École normale supérieure. Uczeń i współpracownik Louisa Althussera, współautor Czytania Kapitału z 1965 roku. W latach 1961–1981 członek Francuskiej Partii Komunistycznej. Współzałożyciel Francuskiego Komitetu Solidarności z Uniwersytetem Bir Zajt w Palestynie oraz Prawa do Edukacji na Terytoriach Okupowanych.
Jako historyk filozofii Balibar jest wnikliwym interpretatorem twórczości m.in. Marksa, Spinozy, Foucaulta. Zajmuje się filozoficzną problematyką praw obywatelskich, granic i migracji. Do najszerzej cytowanych jego tekstów należy artykuł "Rasizm: jeszcze jeden uniwersalizm?" (z Trwogi mas) dotyczący wzajemnych związków uniwersalizmu i rasizmu. Balibar argumentuje nie tylko, że rasizm posługuje się często uniwersalistycznym językiem, lecz także że jest wpisany w samą konstrukcję zachodniego (europejskiego) uniwersalizmu.